# Echsenbach
Echsenbach est une commune autrichienne du district de Zwettl en Basse-Autriche.